# 格氏單鰭七鰓鰻
格氏單鰭七鰓鰻（學名：Ichthyomyzon greeleyi），又稱格氏魚吸鰻，為圓口綱七鰓鰻目七鰓鰻科單鰭七鰓鰻屬的一種，分布於北美洲美國紐約州西南部至阿拉巴馬州北部的俄亥俄河流域，成魚軀幹肌節57-60，上方側線孔為黑色，鰓下方孔無黑色；上方灰褐色，側面有小的深色斑點，奶油色或黃色的鰭，口下板，單尖牙7-12顆；每側有4-5個內側；內側共具6-10顆雙尖牙，4排前葉，第一排前牙，3顆單尖牙，第一排後牙，10-11顆單尖牙；橫舌板頂呈W 形，具有眾多尖頭尾鰭圓形，背部和側面為深灰藍色或棕色，與腹側的淺黃色形成鮮明對比，體長可達20公分，棲息在沙石底質的高地溪流，Ammocoete幼魚躲藏在砂石中，以藻類及有機碎屑為食，產卵季節是從四月下旬到五月初，成魚產卵後便死亡。